# Dobrzec
Dobrzec (deutsch Dobrzetz) ist eine Ortschaft mit einem Schulzenamt der Landgemeinde Sośnie im Powiat Ostrowski der Woiwodschaft Großpolen in Polen.

## Geschichte

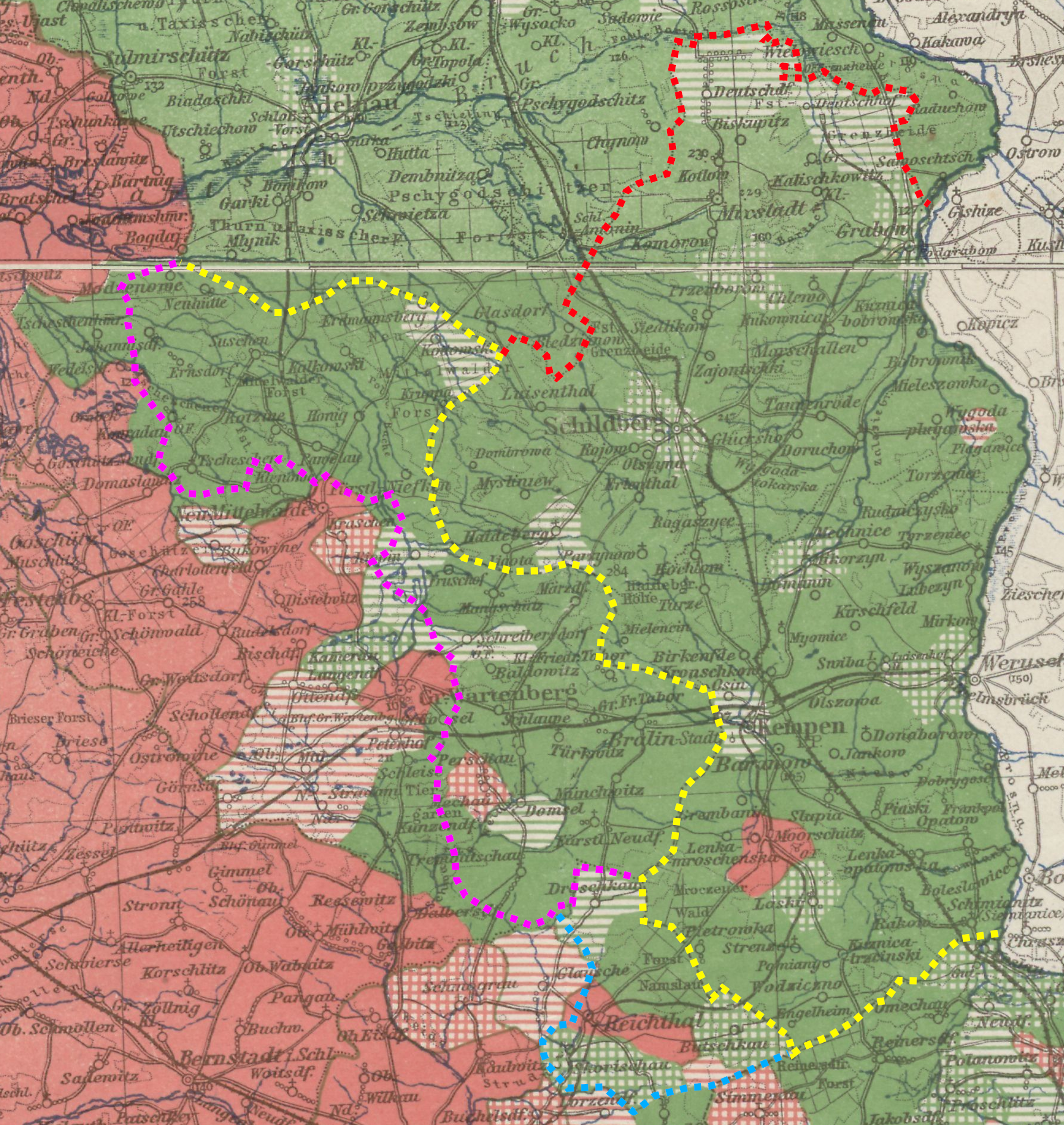
Sprachkarte aus dem Jahr 1910: Gelbe gestrichelte Linie: schlesisch-großpolnische Grenze, rosarote gestrichelte Linie: neue Grenze aus dem Jahr 1920

Der Ort am nordöstlichen Rande Niederschlesiens im bewaldeten Grenzbereich zu Großpolen wurde im Jahr 1743 als Dobretz erwähnt. Der Ortsname ist vom Adjektiv dobry (gut) mit dem Suffix -ec abgeleitet und bezeichnet einen Ort, wo der Grund (zum Ackerbau) gut ist.
Dobrzetz gehörte von 1818 bis 1920 dem schlesischen Landkreis Groß Wartenberg an. Mit dem überwiegend polnischsprachigen Ostteil des Landkreises wurde Dobrzec zum 10. Januar 1920 infolge des Versailler Vertrags vom Deutschen Reich an das wiedergegründete Polen abgetreten. Seitdem ist Dobrzec mit der Woiwodschaft Posen bzw. Großpolen verbunden, zunächst im Powiat Odolanowski, ab 1932 im Powiat Ostrowski.
Im Jahr 1921 gab es in der Gemeinde Dobrzec im Powiat Odolanów 33 Häuser mit 203 Einwohnern, 181 hielten sich für deutscher und 22 für polnischer Nationalität, 140 waren römisch-katholisch und 63 evangelisch.
Beim Überfall auf Polen 1939 wurde das Gebiet von den Deutschen besetzt und dem Landkreis Ostrowo im Reichsgau Wartheland zugeordnet.
Von 1975 bis 1998 gehörte Dobrzec zur Woiwodschaft Kalisz.